# Tobins River
Der Tobins River ist ein Fluss im Nordosten des australischen Bundesstaates New South Wales.
Er entspringt im Westteil des Cottan-Bimbang-Nationalparks. Von dort fließt er nach Osten entlang des Oxley Highways durch unbesiedeltes Gebiet und mündet am Ostrand des Parks in den Hastings River.